# Maunder (cratère lunaire)
Pour les articles homonymes, voir Maunder.
Maunder est un cratère lunaire situé à l'extrême ouest de la face visible de la Lune. Il est visible quand la libration de la Lune le permet. Il se trouve à l'intérieur du massif montagneux des  Montes Cordillera situé autour de la Mare Orientale. Au Sud se trouvent les cratères Kopff et Lallemand. Au Nord, le long de la Mare Orientale, se trouve le cratère Couder. Depuis 1985, le cratère satellite "Maunder Z" est identifié sous l'appellation Couder. Le contour du cratère Maunder est à peu près circulaire, avec une arête vive qui n'a pas été significativement érodé. Les parois intérieurs sont un peu en terrasses et s'affaissent vers le bas sur le plancher intérieur. Au milieu du cratère s'élève un double pic central, avec la pointe nord plus haute que l'autre.
En 1970, l'Union astronomique internationale lui a attribué le nom de Maunder en l'honneur des astronomes anglais Edward Maunder et Annie Maunder.
Par convention, les cratères satellites sont identifiés sur les cartes lunaires en plaçant la lettre sur le côté du point central du cratère qui est le plus proche de Maunder.
| Maunder | Latitude | Longitude | Diamètre |
| ------- | -------- | --------- | -------- |
| A       | 3.2° S   | 90.5° W   | 15 km    |
| B       | 9.0° S   | 90.3° W   | 17 km    |